# Breeders Course
Breeders Course är en travserie för varmblodshästar som körs varje år på flera travbanor i Europa.
Serien har två klasser: "tvååringar" och "treåringar", där hingstar, valacker och ston tävlar mot varandra. Serien genomförs med ett antal deltävlingar runt om i Europa där hästar kan kvalificera sig för final i sin klass. Loppen körs över olika distanser med autostart (bilstart). Samtliga finallopp är Grupp 2-lopp, det vill säga lopp av näst högsta internationella klass.

## Finalvinnare

### Tvååriga hästar
| År   | Häst             | Kusk           | Tränare          | Distans    | Tid    | Bana     |
| ---- | ---------------- | -------------- | ---------------- | ---------- | ------ | -------- |
| 2024 | Gourmet d'Arc    | Robin Bakker   | Paul J. Hagoort. | 1640 meter | 1.14,0 | Jägersro |
| 2023 | O'Hara Boko      | Robin Bakker   | Paul J. Hagoort. | 1640 meter | 1.14,1 | Jägersro |
| 2022 | Novato           | Dion Tesselaar | Dion Tesselaar   | 1640 meter | 1.12,4 | Jägersro |
| 2021 | Gio Cash         | Dion Tesselaar | Dion Tesselaar   | 1640 meter | 1.13,1 | Jägersro |
| 2020 | Mellby Jinx      | Erik Adielsson | Svante Båth      | 1640 meter | 1.13,4 | Jägersro |
| 2019 | Kuyt F.boko      | Robin Bakker   | Robin Bakker     | 1640 meter | 1.13,6 | Jägersro |
| 2018 | Amelie Grif      | Björn Goop     | Björn Goop       | 1640 meter | 1.13,8 | Jägersro |
| 2017 | Avalon Mists     | Robin Bakker   | Paul Hagoorts    | 1609 meter | 1.14,0 | Wolvega  |
| 2016 | Ethien du Vivier | Wilhelm Paal   | Tomas Malmqvist  | 1609 meter | 1.14,6 | Wolvega  |
| 2016 | Current Affair   | Björn Goop     | Björn Goop       | 1640 meter | 1.15,0 | Jägersro |
| 2015 | United Love      | Erwin Bot      | Erwin Bot        | 1640 meter | 1.15,5 | Jägersro |
| 2014 | Mister J.P.      | Björn Goop     | Björn Goop       | 1640 meter | 1.13,1 | Jägersro |

### Treåriga hästar
| År   | Häst             | Kusk                  | Tränare               | Distans    | Tid    | Bana     |
| ---- | ---------------- | --------------------- | --------------------- | ---------- | ------ | -------- |
| 2023 | Ester Degli Dei  | Robin Bakker          | Paul J. P. Hagoort    | 1609 meter | 1.11,7 | Jägersro |
| 2023 | Epsom As         | Ulf Ohlsson           | Reijo Liljendahl      | 2140 meter | 1.12,9 | Solvalla |
| 2022 | Gio Cash         | Dion Tesselaar        | Dion Tesselaar        | 1609 meter | 1.11,4 | Jägersro |
| 2022 | Hurricane D.K.   | Robin Bakker          | Paul J. P. Hagoort    | 2140 meter | 1.13,0 | Solvalla |
| 2021 | Colibri Jet      | Alessandro Gocciadoro | Alessandro Gocciadoro | 1609 meter | 1.11,4 | Jägersro |
| 2021 | Love You Too     | Micha Brouwer         | Paul J. P. Hagoort    | 2140 meter | 1.12,9 | Solvalla |
| 2020 | Önas Prince      | Per Nordström         | Per Nordström         | 1609 meter | 1.11,3 | Jägersro |
| 2020 | Hell Bent For Am | Örjan Kihlström       | Stefan Melander       | 2140 meter | 1.11,9 | Solvalla |
| 2019 | Acciaio          | Örjan Kihlström       | Alessandro Gocciadoro | 1609 meter | 1.11,2 | Jägersro |
| 2019 | Aetos Kronos     | Johan Untersteiner    | Jerry Riordan         | 2140 meter | 1.11,9 | Solvalla |
| 2018 | Zeus Bi          | Erik Adielsson        | Fredrik Linder        | 1609 meter | 1.11,1 | Jägersro |
| 2018 | Northern Charm   | Peter Ingves          | Christian Lindhardt   | 1640 meter | 1.12,3 | Åby      |
| 2017 | Executive Caviar | Joakim Lövgren        | Joakim Lövgren        | 1609 meter | 1.12,1 | Jägersro |
| 2017 | Vitruvio         | Alessandro Gocciadoro | Alessandro Gocciadoro | 2100 meter | 1.13,7 | Wolvega  |
| 2016 | Unica Gio        | Ulf Ohlsson           | Reijo Liljendahl      | 1609 meter | 1.12,6 | Jägersro |
| 2015 | Tango Negro      | Peter Ingves          | Jerry Riordan         | 1609 meter | 1.12,5 | Jägersro |
| 2014 | Winter's Iceman  | Jorma Kontio          | Markku Nieminen       | 1609 meter | 1.11,6 | Jägersro |